# Noel Gugliemi
Noel Albert Gugliemi (Santa Monica, 15 ottobre 1970) è un attore statunitense.
È noto soprattutto per le sue interpretazioni di gangster della California meridionale, come i Sureños. Ha interpretato Hector nei film Fast and the Furious e Fast & Furious 7, e ha ripreso il ruolo omonimo in altri film.

## Biografia
Gugliemi ha origini italiane e messicane. La sua infanzia è stata difficile: è stato abbandonato dai genitori e, a soli 13 anni, è diventato un senzatetto. Nonostante non sia cresciuto in povertà, ha iniziato a frequentare gang durante la tarda adolescenza. L'attore ha dichiarato che, se non avesse trovato la recitazione, sarebbe finito "morto o in prigione".

## Carriera
Nel 2001, a 29 anni, Gugliemi ha ottenuto il ruolo di Hector in ''The Fast and the Furious'', un'interpretazione che ha dato il via alla sua carriera. Ha ripreso il suo ruolo in ''Fast & Furious 7'' e nel video musicale di ''Fast & Furious'', collaborando con artisti come Chingy, iRome, Neil Brown Jr., Ray Lavender e Chloe Riley.

## Vita privata
Noel Gugliemi è cristiano. Dal 2018, si dedica a tenere discorsi motivazionali in chiese, scuole e aziende. Pur interpretando spesso ruoli da criminale, Gugliemi scoraggia attivamente i giovani dal coinvolgere nella vita delle gang.

## Filmografia parziale

### Cinema
- Price of Glory, regia di Carlos Ávila (2000)
- Brother, regia di Takeshi Kitano (2000)
- Fast and Furious (The Fast and the Furious), regia di Rob Cohen (2001)
- Animal (The Animal), regia di Luke Greenfield (2001)
- Training Day, regia di Antoine Fuqua (2001)
- National Security - Sei in buone mani (National Security), regia di Dennis Dugan (2003)
- Masked and Anonymous, regia di Larry Charles (2003)
- Old School, regia di Todd Phillips (2003)
- Malibu's Most Wanted - Rapimento a Malibu, regia di John Whitesell (2003)
- Una settimana da Dio (Bruce Almighty), regia di Tom Shadyac (2003)
- S.W.A.T. - Squadra speciale anticrimine (S.W.A.T.), regia di  Clark Johnson (2003)
- Harsh Times - I giorni dell'odio (Harsh Times), regia di David Ayer (2006)
- Hood of Horror, regia di Stacy Title (2006)
- City of the Dead - La morte viene dallo spazio (City of the Dead), regia di Duane Stinnett (2006)
- Splinter, regia di Michael D. Olmos (2006)
- Crank, regia di Mark Neveldine Brian Taylor (2006)
- Scuola per canaglie (School for Scoundrels), regia di Todd Phillips (2006)
- Non è mai troppo tardi (The Bucket List), regia di Rob Reiner (2007)
- La notte non aspetta (Street Kings), regia di David Ayer (2008)
- Il solista (The Soloist), regia di Joe Wright (2009)
- Wrong Turn at Tahoe - Ingranaggio mortale (Wrong Turn at Tahoe), regia di Franck Khalfoun (2009)
- A colpo sicuro (Recoil), regia di Terry Miles (2011)
- Il cavaliere oscuro - Il ritorno (The Dark Knight Rises), regia di Christopher Nolan (2012)
- Force of Execution, regia di Keoni Waxman (2013)
- Bullet, regia di Nick Lyon (2014)
- Anarchia - La notte del giudizio (The Purge: Anarchy), regia di James DeMonaco (2014)
- Fast & Furious 7 (Furious 7), regia di James Wan (2015)
- Il segreto dei suoi occhi (Secret in Their Eyes), regia di Billy Ray (2015)
- Dragged Across Concrete - Poliziotti al limite (Dragged Across Concrete), regia di S. Craig Zahler (2018)
- Il corriere - The Mule (The Mule), regia di Clint Eastwood (2018)
- Cash Out - I maghi del furto (Cash Out), regia di Randall Emmett (2024)

### Televisione
- Hazzard: Bo e Luke vanno ad Hollywood (The Dukes of Hazzard: Hazzard in Hollywood!), regia di Bradford May – film TV (2000)
- Resurrection Blvd. – serie TV, un episodio (2000)
- The Shield – serie TV, 2 episodi (2004-2005)
- Febbre d'amore (The Young and the Restless) - 4 episodi (2004-2005)
- Look: The Series - 3 episodi (2010)
- The Walking Dead – serie TV, un episodio (2010)
- The Mentalist – serie TV, un episodio (2012)
- Fresh Off the Boat - 16 episodi (2015-2020)
- Training Day - 6 episodi (2017)
- Mayans M.C. - 4 episodi (2018-2022)
- Il tempo della nostra vita (Days of Our Lives) - 7 episodi

### Videogiochi
- 187 Ride or Die - Cortez - voce (2005)

### Video Musicali
- Pretty Fly (For a White Guy) di The Offspring (ragazzo sulla bicicletta)
- Who Is Carlos Slim? di Ca$Tro StaXx (Boss)

## Doppiatori italiani
Nelle versioni in italiano delle opere in cui ha recitato, Noel Gugliemi è stato doppiato da:
- Luigi Ferraro in Resurrection Blvd., 7 Mummies
- Fabrizio Picconi in Cash Out - I maghi del furto, Cash Out 2: High Rollers
- Bruno Conti in Fast and Furious
- Nanni Baldini in Training Day
- Roberto Stocchi in Una settimana da Dio
- Enrico Pallini in The Shield (ep. 4x04)
- Saverio Moriones in CSI: Miami
- Davide Lepore in Harsh Times - I giorni dell'odio
- Walter Rivetti in Splinter
- Paolo Vivio in La notte non aspetta
- Francesco Meoni in Wrong Turn at Tahoe - Ingranaggio mortale
- Massimiliano Plinio in The Walking Dead
- Emilio Mauro Barchiesi in Force of Execution
- Gianluca Machelli in Anarchia - La notte del giudizio
- Riccardo Petrozzi in Fresh Off the Boat (ep. 3x04)
- Daniele Valenti in Mayans M.C.
- Francesco Sechi in Mayans M.C. (ep. 5x10)